# Anos de 1 a 9
Décadas: 40 a.C. 30 a.C. 20 a.C. 10 a.C. 1 a.C. 1 10 20 30 40 50
Anos: 1 | 2 | 3 | 4 | 5 | 6 | 7 | 8 | 9
Conforme padronização da norma internacional para representação de data e hora da Organização Internacional de Padronização (ISO), que estabelece que a década se define como 10 anos a partir de um ano em que o número pode ser completamente divisível por 10, e por não haver o Ano 0 no calendário gregoriano, a Década de 1 a 9 compreende o período entre os anos 1 d. C. e 9 d. C.

## Eventos
- Batalha da Floresta de Teutoburgo: o caudilho Arminio na Germânia se rebela contra os abusos cometidos pelo governador da região, o general Varo e um exército de 100.000 alemães infligem uma derrota completa nas florestas de Teoteburgo, onde três legiões são aniquiladas.
- Quirino torna-se o principal conselheiro de Caio na Armênia. Cneu Domício Enobarco, cujo pai Lúcio Domício Enobarco havia servido como cônsul em 16 a.C. também serve nas campanhas armênias.
- O aqueduto de Água Alsietina é construído .
- Tibério, por ordem de César Augusto, combate as revoltas na Germânia ( 1-5 ). Tibério conquistou a Germânia Inferior, derrotando as tribos lombardas que habitavam a bacia inferior do rio Elba.
- Caio César e Lúcio Emílio Paulo (cônsul em 1) são nomeados cônsules.[1]
- O Santuário de Ise é construído no Japão.
- O primeiro censo é concluído na China no ano 2, depois de ter começado no ano anterior: os números finais mostram uma população de quase 60 milhões (59.594.978 pessoas em pouco mais de 12 milhões de famílias). O censo é uma das pesquisas mais precisas da história chinesa.[2]

## Religião
- Nascimento de Jesus, conforme atribuído por Dionísio, o Exíguo em Anno Domini de acordo com pelo menos um estudioso.[3] No entanto, a maioria dos estudiosos acha que Dionísio colocou o nascimento de Jesus no ano anterior, 1 a.C..[4] Além disso, a maioria dos estudiosos modernos não considera os cálculos de Dionísio autoritativos, colocando o evento vários anos antes (ver Cronologia de Jesus).[5]